# سمندر ون دایک
سمندر ون دایک (نام علمی: Plethodon vandykei) نام یک گونه از تیره سمندر بی‌شش است.